# ゴールドサンセット
『ゴールドサンセット』は、白尾悠による小説。
2025年2月より、WOWOWにてテレビドラマが放送された。

## 書誌情報
- 白尾悠『ゴールドサンセット』
  - 単行本：2022年8月12日発売、小学館、ISBN 978-4-09-386638-5[書誌 1]
  - 文庫本：2025年1月7日発売、小学館文庫、ISBN 978-4-09-407421-5[書誌 2]

## テレビドラマ
2025年2月23日から3月30日までWOWOWの「連続ドラマW」枠にて放送された。主演は内野聖陽。

### キャスト

#### トーラスシアター
阿久津勇（あくつ いさむ）
演 - 内野聖陽（20代時：平埜生成）
謎の老人。
小巻沢梨子（こまきざわ りこ）
演 - 小林聡美
劇団「トーラスシアター」を立ち上げた演出家。
滑川純平
演 - 有薗芳記
劇団のムードメーカー。
太田紀江（おおた のりえ）
演 - 風吹ジュン
定年退職の地方公務員。
三橋芳子（みつはし よしこ）
演 - 和久井映見
過去の職場でのパワハラからトラウマを抱える。
長谷川登
演 - 六平直政
友好的な性格で、他の劇団員のことをよく気にかけている。
瀬能大樹
演 - 今井隆文
トーラスシアターの演出事務。

#### 周辺人物
太田千鹿子（おおた ちかこ）
演 - 坂井真紀
18年勤めた会社から突然解雇され、再就職も婚活も上手くいかない。
竹之内駿介（たけのうち しゅんすけ）
演 - 中島裕翔
不動産会社に勤務。とある老人の孫のフリをする青年。
長島博史
演 - 津嘉山正種
竹之内のことを可愛がっている定年退職した元教師。
吉松一雄
演 - 益岡徹
電機メーカーを定年退職。芳子とは過去に何か因縁がある。
阿久津文恵
演 - 根岸季衣
阿久津の母親。
節子（せつこ）
演 - 三浦透子
謎の女性。阿久津の過去の秘密を握る。
上村琴音（うえむら ことね）
演 - 毎田暖乃
中学生。学校である出来事により心に傷を負いながらも、劇団員との出会いを通して自分自身と向き合っていく。
上村和美
演 - 安藤玉恵
琴音の母親。

#### ゲスト

##### 第1話
久保田花
演 - 古川凛
琴音の友達。イジメを苦に自殺した。
前島
演 - アベラヒデノブ
久保田花のクラスの担任教師。合唱部担当。
石田加奈、川田清海、村下愛、麻衣
演 - 西川愛莉、佐々木告、笹川桃音、松岡由梨香
久保田花をイジメていた同級生。
クラスメイト
演 - 石川愛、富井寧音、渡瀬セイラ
その他同級生。

### スタッフ
- 原作 - 白尾悠「ゴールドサンセット」（小学館刊）[1]
- 脚本 - 大森寿美男[1]
- 監督 - 大森寿美男、清水勇気[1]
- 音楽 - 梁邦彦[1]
- 企画・プロデュース - 西憲彦（WOWOW）、鈴木光（光和インターナショナル）[1]
- プロデューサー - 小髙史織、榊田茂樹[1]
- 制作プロダクション - 光和インターナショナル[1]
- 製作著作 - WOWOW[1]

### 放送日程
| 話数   | 放送日  | サブタイトル         | 監督       |
| ------ | ------- | -------------------- | ---------- |
| 第1話  | 2月23日 | ひろった光           | 大森寿美男 |
| 第2話  | 3月02日 | 金の水に泳ぐ         |            |
| 第3話  | 3月09日 | ゴールデン・ガールズ |            |
| 第4話  | 3月16日 | なつかしい夕映え     |            |
| 第5話  | 3月23日 | 幕間の人びと         |            |
| 最終話 | 3月30日 | ゴールド・ライト     |            |

| WOWOW 連続ドラマW 日曜オリジナルドラマ      | WOWOW 連続ドラマW 日曜オリジナルドラマ         | WOWOW 連続ドラマW 日曜オリジナルドラマ |
| 前番組                                      | 番組名                                         | 次番組                                 |
| ------------------------------------------- | ---------------------------------------------- | -------------------------------------- |
| 誰かがこの町で （2024年12月8日 - 12月29日） | ゴールドサンセット （2025年2月23日 - 3月30日） | 災 （2025年4月6日 - 5月11日）          |

### 書誌出典
1. ↑  “ゴールドサンセット”. 小学館. 2025年1月15日閲覧。
2. ↑  “ゴールドサンセット”. 小学館. 2025年1月15日閲覧。